# Тримбл, Дэвид, барон Тримбл
Уильям Дэвид Тримбл, барон Тримбл (англ. William David Trimble, Baron Trimble; 15 октября 1944[…], Белфаст — 25 июля 2022, Белфаст) — североирландский политик, лидер Ольстерской юнионистской партии с 1995 по 2005 год. Первый министр Северной Ирландии с 1 июля 1998 по 1 июля 2001, а также с 1 ноября 2001 по 14 октября 2002.
Лауреат Нобелевской премии мира за деятельность по поиску мирного решения конфликта в Северной Ирландии (1998)

## Ранняя жизнь
Родился 15 октября 1944 года в Белфасте в семье пресвитерианцев низшего среднего класса, живших в Бангоре, графство Даун. С 1956 по 1963 год обучался в Средней школе Бангора.
С 1964 до 1968 года Уильям Дэвид Тримбл учился в Университете Квинс в Белфасте. Там он получил диплом первого класса, обучившись на бакалавра в области права, а также выиграл медаль Маккейна и премию за юриспруденцию.

## Ранняя карьера

### Академическая карьера
В 1969 году был принят в коллегию адвокатов. В том же году стал преподавателем права в Университете Квинс в Белфасте. Был помощником декана юридического факультета с 1973 по 1975 год, становился старшим преподавателем в 1977 году и являлся главой коммерческого и имущественного права с 1981 по 1989 год. В 1990 году ушёл из университета, став членом парламента.
В 1983 году стал свидетелем убийства своего коллеги и друга, юнионистского политика Эдгара Грэма, совершённого членами ИРА. В 1994 году Королевская полиция Ольстера сообщила Дэвиду о готовящемся на него покушении на убийство.

### Политическая карьера
В начале 1970-х вступил в правую Авангардную юнионистскую прогрессивную партию (Vanguard), в которой недолгое время был заместителем лидера партии. Безуспешно баллотировался от партии на выборах в Ассамблею 1973 года в округе Норт-Даун, заняв последнее место. Был юридическим советником Совета рабочих Ольстера во время успешной забастовки организации против Соглашения Саннингдейла.
В 1975 году Тримбл был избран в Конституционный конвент Северной Ирландии от Южного Белфаста как представитель партии Vanguard и в течение некоторого времени занимал пост заместителя лидера партии наряду с Гленном Барром из Ассоциации обороны Ольстера.
После распада партии Vanguard в 1978 году Тримбл присоединился к Ольстерской юнионистской партии (UUP) и был избран одним из четырёх её секретарей. С 1983 по 1985 год он занимал пост заместителя председателя Ассоциации юнионистов долины Лаган, а в 1985 году был назначен её председателем. С 1989 по 1995 год он возглавлял Юридический комитет Ольстерской юнионистской партии, а в 1990–1996 годах занимал должность почётного секретаря Совета юнионистов Ольстера.
На дополнительных выборах 1990 года в округе Верхний Бэн Тримбл был избран в парламент, получив 58 % голосов. Поддержал правительство Боснии и Герцеговины во время Боснийской войны в 1990-х годах.

## Лидер Ольстерской юнионистской партии
8 сентября 1995 года Тримбл был избран лидером Ольстерской юнионистской партии, неожиданно опередив Джона Тейлора и трёх других кандидатов.
Избрание Тримбла лидером партии последовало за его заметной ролью в конфликте в Драмкри в 1995 году, когда он возглавил спорный марш Оранжевого ордена через националистическую католическую Гарваги-роуд в Портадауне, что вызвало широкие протесты. Марш вызвал как недовольство ирландских католиков, так и одобрение протестантов.
Вскоре после своего избрания Тримбл стал первым за 30 лет лидером Ольстерской юнионистской партии (после Теренса О'Нила), который провёл встречу с премьер-министром Ирландии в Дублине. В 1997 году он также стал первым лидером юнионистов со времён раздела Ирландии в 1921 году, согласившимся участвовать в переговорах с партией «Шинн Фейн».
Во время межпартийных переговоров он возглавлял делегацию Ольстерской юнионистской партии и участвовал в переговорах, за одним столом с представителями «Шинн Фейн». Несмотря на это, в течение восьми месяцев диалога он ни разу не вступал в прямой контакт с лидером партии Джерри Адамсом. Изначально Тримбл выступал против назначения бывшего сенатора США Джорджа Митчелла председателем переговорного процесса, однако впоследствии согласился с его кандидатурой. Переговоры завершились подписанием Соглашения Страстной пятницы 10 апреля 1998 года, предусматривавшего создание системы разделения власти с националистами. Тримбл сыграл ключевую роль в том, чтобы убедить свою партию поддержать это соглашение. На референдуме 22 мая 1998 года соглашение было одобрено 71 % избирателей Северной Ирландии.
Член Тайного совета Великобритании с 1998 года.

## Первый министр Северной Ирландии
25 июня 1998 года был избран в Ассамблею Северной Ирландии от избирательного округа Верхний Бэн. Спустя несколько дней, 1 июля, он стал первым министром Северной Ирландии, став первым политиком, занявшим этот пост.
В период пребывания Тримбла на посту первого министра Северной Ирландии реализация Соглашения Страстной пятницы сталкивалась с серьёзными трудностями, прежде всего из-за отсутствия прогресса в разоружении Временной Ирландской республиканской армии. Этот вопрос вызывал острые разногласия, особенно среди юнионистов, что привело к нескольким политическим кризисам.
С 11 февраля по 30 мая 2000 года его полномочия были приостановлены. В это время он стремился успокоить обеспокоенных членов своей партии, которые сомневались в эффективности институтов, созданных после Соглашения Страстной пятницы. В частности, он утверждал: 

Юнионисты выиграли войну... Соглашение дало юнионистам возможность взять под контроль конституционное будущее Северной Ирландии и занять значительную долю в правительстве нашей страны... Неужели кто-то действительно думает, что Джерри Адамс хотел этого?Оригинальный текст (англ.)Unionists won the war... The Agreement gave unionism the opportunity to take control of Northern Ireland's constitutional future and to take a major stake in the government of our country... Does anyone really think Gerry Adams wanted this?— Дэвид Тримбл
1 июля 2001 года Тримбл подал в отставку с поста первого министра из-за продолжающегося политического тупика, связанного с отказом ИРА разоружиться в соответствии с пунктом 3 раздела 7 Соглашения Страстной пятницы 1998 года. Тем не менее, 5 ноября он был переизбран на эту должность.
14 октября 2002 года Ассамблея была вновь приостановлена — на этот раз на несколько лет — после того, как возникли обвинения в существовании шпионской сети ИРА в правительственных структурах. Этот инцидент, получивший название «Стормонтгейт», Тримбл назвал «в десять раз более ужасным, чем Уотергейт».
В 1998 году премьер-министр Великобритании Тони Блэр инициировал новое расследование событий «Кровавого воскресенья» — расстрела британскими войсками 13 безоружных участников мирного марша за гражданские права в Дерри в 1972 году. Предыдущая попытка — Трибунал лорда Виджери — ранее подверглась широкой критике. Во время обсуждения в Палате общин Тримбл выступил против решения о повторном расследовании, став одним из немногих депутатов, выразивших несогласие. Спустя годы, в 2010 году, опубликованный доклад Расследования Сэвилла пришёл к выводу, что все 13 убийств и 13 ранений не имели оправдания.

## Пэрство
На всеобщих выборах 2005 года Тримбл не смог переизбраться в Палату общин, уступив мандат в округе Верхний Бэнн кандидату от Демократической юнионистской партии Дэвиду Симпсону. По итогам этих выборов Ольстерская юнионистская партия сохранила лишь одно из 18 мест от Северной Ирландии, и 7 мая 2005 года Тримбл объявил о своём уходе с поста лидера партии.
11 апреля 2006 года стало известно, что Дэвид Тримбл будет назначен членом Палаты лордов в статусе рабочего пожизненного пэра. 21 мая того же года он выбрал в качестве территориального обозначения для своего титула название Лиснагарви — старинное название родного для него города Лисберн. Официально титул барона Тримбла из Лиснагарви в графстве Антрим был присвоен ему 2 июня 2006 года. Впоследствии, через восемь месяцев, он объявил о намерении не участвовать в следующих выборах в Ассамблею Северной Ирландии.
17 апреля 2007 года Тримбл объявил о своём вступлении в Консервативную партию, отметив, что это позволит ему оказывать большее влияние на политику Соединённого Королевства. При этом он подчеркнул, что не собирается выступать против Ольстерской юнионистской партии и высказал идею возрождения прежнего альянса между юнионистами и консерваторами, аналогичного сотрудничеству до соглашения Саннингдейл 1974 года. Эта инициатива была реализована в конце 2008 года в виде избирательного союза между двумя партиями. Сообщалось, что в случае победы консерваторов на выборах 2010 года Тримбл может занять важную министерскую должность. Однако после образования коалиционного правительства консерваторов и либерал-демократов он не получил никакой официальной должности.
В мае 2010 года Тримбл присоединился к «Инициативе друзей Израиля» — международной организации, созданной нееврейскими общественными деятелями в поддержку права Израиля на существование. Позднее, 29 января 2013 года, он совместно с бывшим премьер-министром Испании Хосе Марией Аснаром опубликовал статью в газете The Times, в которой осудил деятельность «Хезболлы» и призвал страны Европы признать её террористической организацией.
В 2016 году Тримбл выразил поддержку кампании за выход Великобритании из ЕС на референдуме. Он отметил, что если у него и были сомнения по этому вопросу ранее, то восемь лет работы в избранных комитетах Европейского парламента, контролировавших деятельность ЕС, убедили его в необходимости разорвать связи с Брюсселем. В качестве аргумента он привёл исследование, согласно которому экономический рост Великобритании замедлился после её вступления в Общий рынок, и ещё сильнее снизился, когда страна стала частью Единого рынка.

## Личная жизнь
Тримбл женился на своей первой жене, Хизер МакКомб, в 1968 году. У них не было детей, так как у них родились мертвые сыновья-близнецы. В 1976 году пара развелась. Два года спустя он женился на своей бывшей ученице, Дафне Элизабет (урожденной Орр). У них было два сына и две дочери (Ричард, Виктория, Николас и Сара). Леди Тримбл была членом Комиссии по равенству Северной Ирландии , а затем Комиссии по правам человека Северной Ирландии, прежде чем безуспешно баллотироваться на парламентских выборах в Великобритании в мае 2010 года от Консерваторов и Юнионистов.
В июле 2019 года Тримбл признал, что был вынужден пересмотреть свою позицию по вопросам однополых браков и партнерств после того, как ранее голосовал против них. Это изменение было связано с тем, что его дочь, Виктория, которая является лесбиянкой, женилась на Розалинд Стивенс в Шотландии в 2017 году. Тримбл сказал пэрам в Палате лордов: «Я не могу этого изменить, и не могу больше утверждать, что против этого, потому что я сам согласился на это. И точка» .
Тримбл умер 25 июля 2022 года в возрасте 77 лет после непродолжительной болезни.

## Награды
В октябре 1998 года Тримбл и Джон Хьюм были награждены Нобелевской премией мира за их усилия по поиску мирного решения конфликта в Северной Ирландии.

Будучи лидером традиционно доминирующей партии в Северной Ирландии, Дэвид Тримбл проявил большое политическое мужество, когда на критическом этапе процесса он выступил за решения, которые привели к Белфастскому мирному соглашениюОригинальный текст (англ.)As the leader of the traditionally predominant party in Northern Ireland, David Trimble showed great political courage when, at a critical stage of the process, he advocated solutions which led to the peace agreement. — Нобелевский комитет
На церемонии в Париже 8 декабря 1999 года Тримбл был награждён орденом Почётного легиона.
В 2002 году Тримбл был удостоен награды «Золотая пластина» Американской академии достижений.